# Niccolò da Borbona
Niccolò da Borbona, o Nicola (Cola) da Borbona (Borbona, fine XIV secolo – ...), è stato uno scrittore e cronista italiano la cui fioritura si colloca nel XV secolo.

## Biografia
Intorno al 1450-1460 fu autore di due opere concepite per una pubblica recitazione: una leggenda agiografica su San Bernardino e, probabilmente, un poemetto su San Giovanni da Capestrano.

### Cronache aquilane
Fu anche autore di un'opera del filone letterario delle Cronache aquilane: Delle cose dell'Aquila dall'anno 1363 all'anno 1424, che si arresta, come altre del periodo, all'episodio dell'assedio della città da parte di Andrea Fortebraccio (Braccio da Montone), e della sua morte, nell'ambito delle lotte fra Angioini e Aragonesi. Fu questa, assieme a quella più antica di Buccio di Ranallo, una delle fonti primarie da cui attinse dichiaratamente Alessandro de Ritiis nella sua Chronica civitatis Aquilae della metà del XV secolo.